# Мице Кръстев
Димитър (Мице) Кръстев Йотов е български революционер, деец на Вътрешната македоно-одринска революционна организация.

## Биография
Роден е в 1872 година в леринското село Горно Върбени (Екши Су), тогава в Османската империя. В 1898 година като гурбетчия в Цариград е заклет като член на ВМОРО в катедралата „Свети Стефан“ във Фенер. Връща се в Горно Върбени и действа като легален деец – организатор, куриер, преносвач на оръжие за другите райони. В 1903 година участва в сражението при Кайче мост, заловен е от турците и осъден на 10 години каторга за „употреба на оръжие срещу султанската войска с цел да се наруши порядъкът“. Заточен е в Диарбекирската крепост.
През пролетта на 1904 година е освободен с общата амнистия от 12 април. Прибира се в Горно Върбени и продължава да се занимава с революционна дейност като легален деец. След като Горно Върбени попада в Гърция след Междусъюзническата война, Кръстев продължава да подкрепя българската революционна организация.
На 13 март 1943 година, като жител на Битоля, подава молба за народна пенсия, която е одобрена и отпусната от Министерския съвет на Царство България.